# Collegium Augusteum

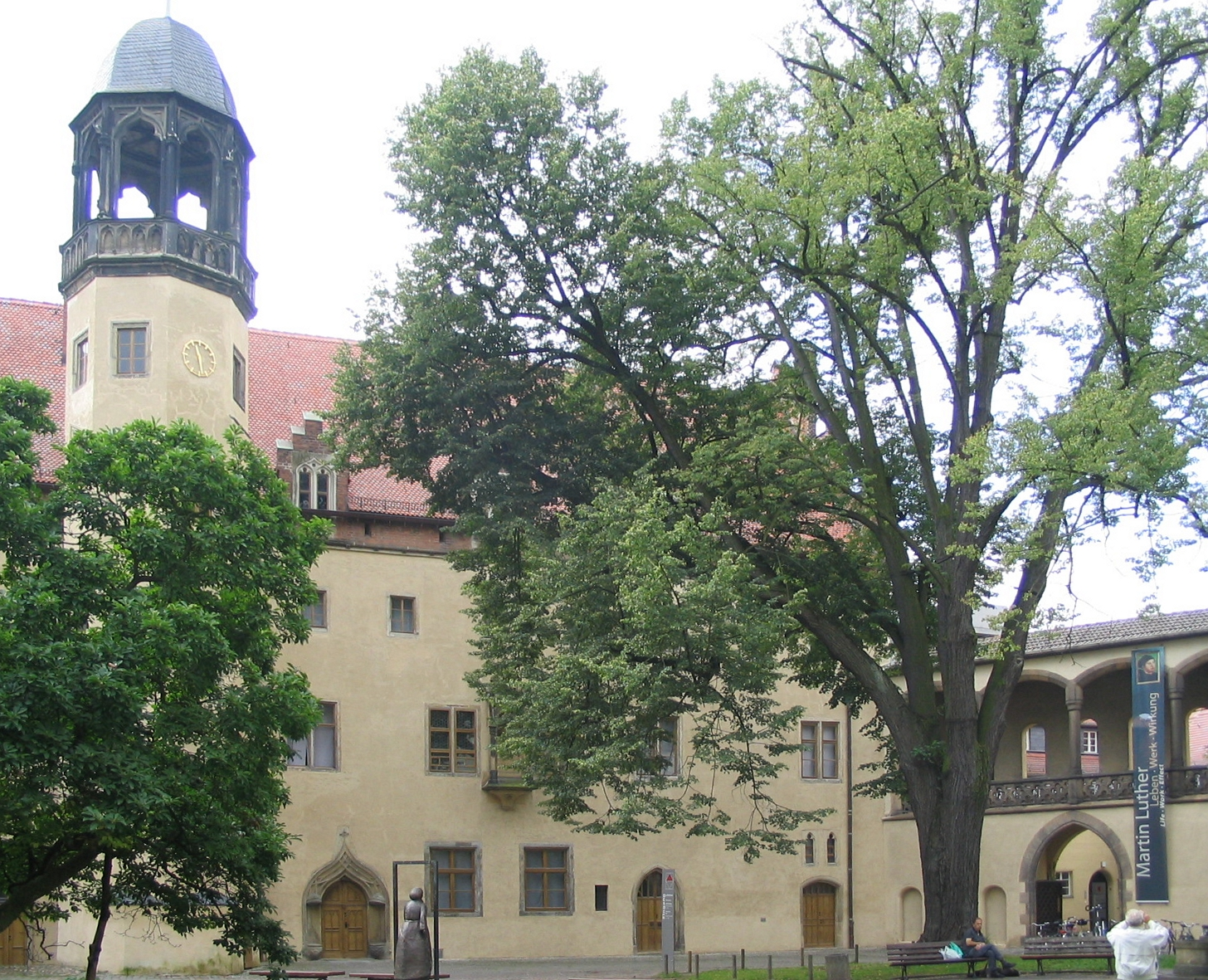
Dom Lutra

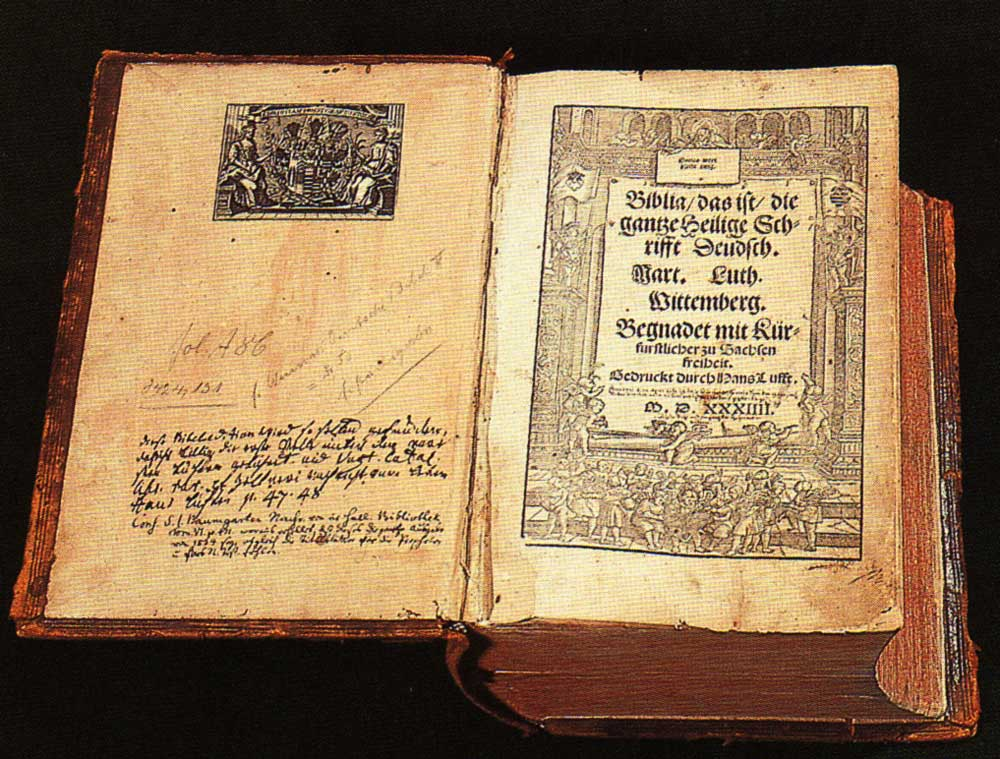
Biblia Lutra

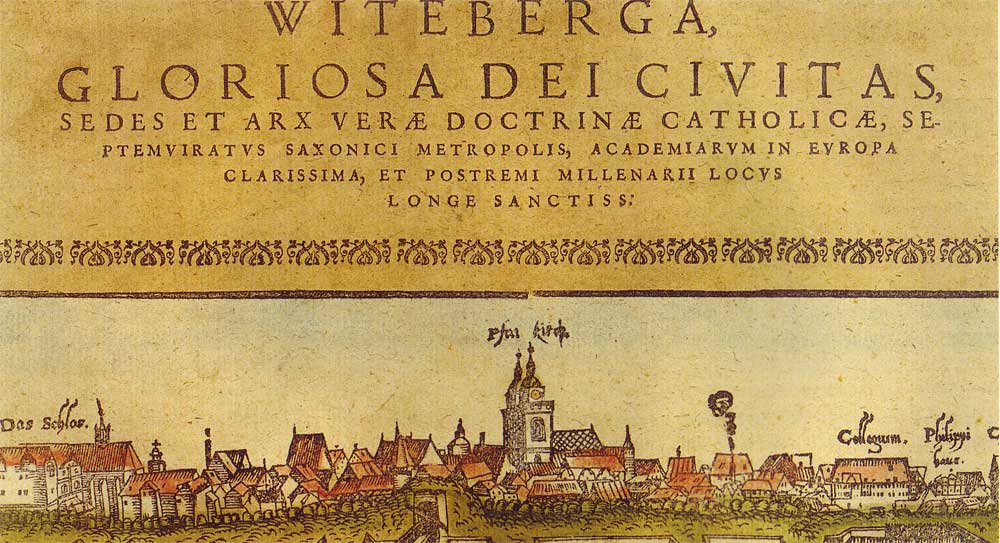
Panorama Wittenbergi - drzeworyt z 1556 ze zbiorów muzeum.

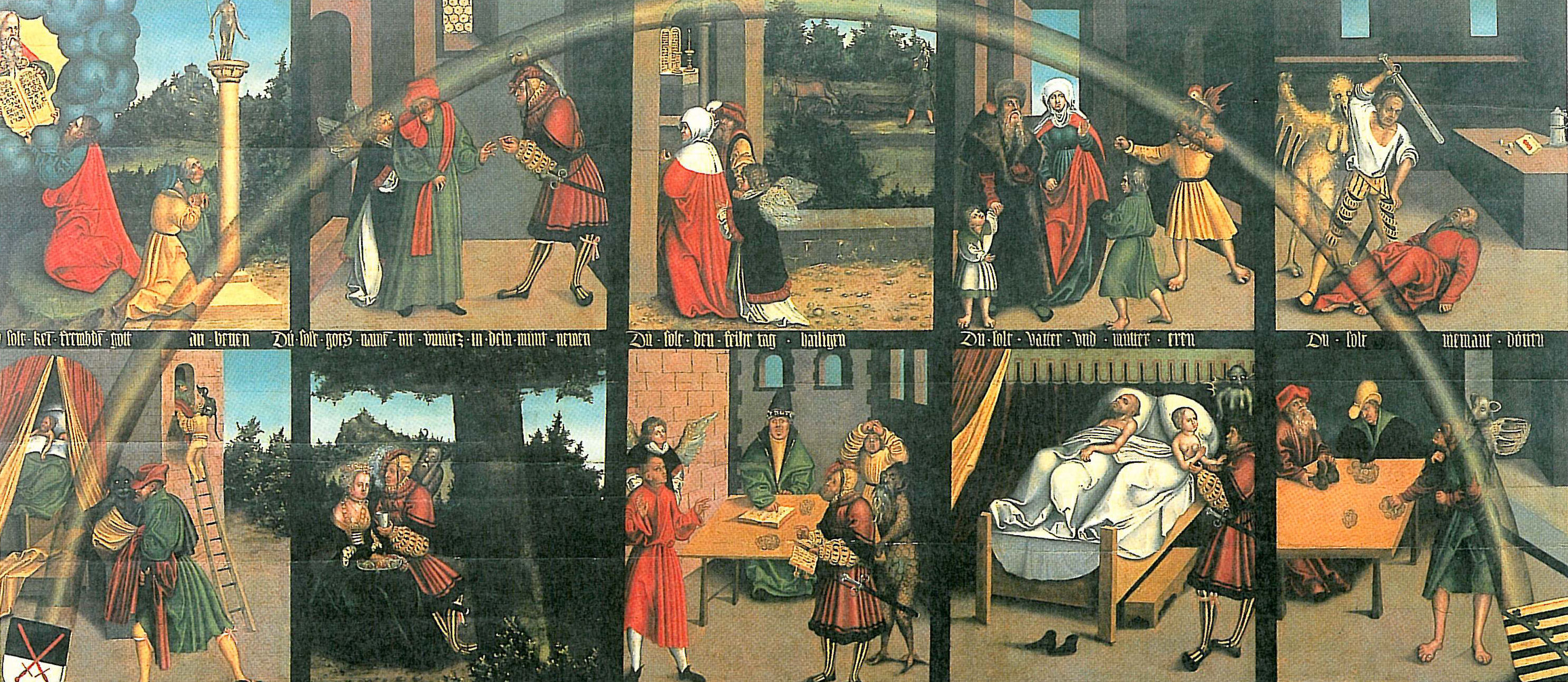
Lucas Cranach Starszy - Dziesięć Przykazań, obraz w zbiorach muzeum.

Collegium Augusteum i Dom Lutra (niem. Lutherhaus). Augusteum – późnogotycki gmach należący do uniwersytetu w Wittenberdze. Na dziedzińcu wewnętrznym znajduje się dawny dom Marcina Lutra (1483–1546) reformatora. Po przybyciu do Wittenbergi w 1508 r., Marcin Luter jeszcze jako zakonnik mieszkał w celi klasztoru augustiańskiego, (która została oddzielona od budynku klasztornego w XVIII w). Po zerwaniu z kościołem katolickim, Luter pozostawał pod ochroną księcia Saksonii i mieszkał w izbach klasztornych wraz z rodziną aż do ostatnich lat swojego życia. W 1564 r. spadkobiercy Lutra sprzedali budynek uniwersytetowi, który urządził tu dom dla stypendystów. Po rozwiązaniu uniwersytetu dom przeszedł na własność seminarium ewangelickiego, które jednak de facto nie używało budynku. W 1834 r. powstała tu szkoła dla biednych im. Marcina Lutra. W latach 1853–56 przeprowadzono prace restauracyjne pod kierownictwem berlińskiego architekta Friedriecha Augusta Stülera.
Trójkondygnacyjny budynek, gdzie znajduje się dom Lutra został wzniesiony na planie prostokąta w stylu późnego gotyku. Nakryty jest dachem dwuspadowym zamkniętym ceglanymi schodkowymi szczytami z bogata dekoracją architektoniczną. Prostokątne okna mają zróżnicowaną wielkość (największe okna są w parterze, najmniejsze na II piętrze.). Ponadto ściany zdobią nisze. Od strony ogrodu na I piętrze trójboczny wykusz z oknami ostrołukowymi. Do domu prowadzi kamienny portal zamkniętym łukiem w typie oślego grzbietu zwieńczony kwiatonem.

## Muzeum Reformacji
Ostatecznie z inicjatywy burmistrza Schilda urządzono tu muzeum historii reformacji (1877–83). W skład muzeum wchodzi przede wszystkim Lutherstube - pokój mieszkalny reformatora, duże pomieszczenie pokryte drewnianym stropem zdobionym intarsjami. Pomieszczenie zdobią renesansowe meble i wysoki kominek. Obok, mniejsze pomieszczenie stanowiące dawną czytelnię. W tym pomieszczeniu Luter kształcił studentów teologii oraz przekazywał idee luteranizmu. Ponadto w muzeum zachowały się cenne dzieła z czasów reformacji w Niemczech, przede wszystkim oryginalna ambona z kościoła NMP, nauczycielska toga, pierwsze edycje jego ksiąg. Spośród licznych obrazów wchodzących w skład zbiorów muzeum wyróżniają się dzieła Cranachów - Lucasa Cranacha Starszego m.in. obraz tablicowy "Dziesięć Przykazań" i Lucasa Cranacha Młodszego. Ponadto obraz malowany techniką en grisaille, przedstawiający nauczającego Lutra. Pomysłodawczynią tego dzieła była Katarzyna von Bora - żona reformatora. Muzeum Historii Reformacji znajduje się również w domu Melanchtona.